# Mason Finley
Mason Finley (né le 7 octobre 1990 à Kansas City) est un athlète américain spécialiste du lancer du poids et du lancer du disque.

## Biographie
Le 5 août 2017, en finale des championnats du monde de Londres, il porte son record à 67,07 m puis 68,03 m : avec ces jets, il remporte la médaille de bronze derrière le lituanien Andrius Gudžius (69,21 m) et le suédois Daniel Ståhl (69,19 m).

## Palmarès

### International
| Date | Compétition                        | Lieu             | Résultat | Épreuve | Marque  |
| ---- | ---------------------------------- | ---------------- | -------- | ------- | ------- |
| 2009 | Championnats panaméricains juniors | Port-d'Espagne   | 1er      | Poids   | 20,36 m |
| 2009 | Championnats panaméricains juniors | Port-d'Espagne   | 1er      | Disque  | 65,34 m |
| 2011 | Universiade                        | Shenzhen         | 3e       | Poids   | 19,72 m |
| 2016 | Jeux olympiques                    | Rio de Janeiro   | 11e      | Disque  | 62,05 m |
| 2017 | Championnats du monde              | Londres          | 3e       | Disque  | 68,03 m |
| 2018 | Championnats NACAC                 | Toronto          | 4e       | Disque  | 61,55 m |
| 2018 | Ligue de diamant                   | Ligue de diamant | 4e       | Disque  | 66,09 m |

### National
- Championnats des États-Unis d'athlétisme
  - vainqueur du lancer du disque en 2017

## Records
| Épreuve          | Marque  | Lieu     | Date          |
| ---------------- | ------- | -------- | ------------- |
| Lancer du poids  | 19,84 m | Lawrence | 22 avril 2011 |
| Lancer du disque | 68,03 m | Londres  | 5 août 2017   |